# Schützenhaus (Pasewalk)

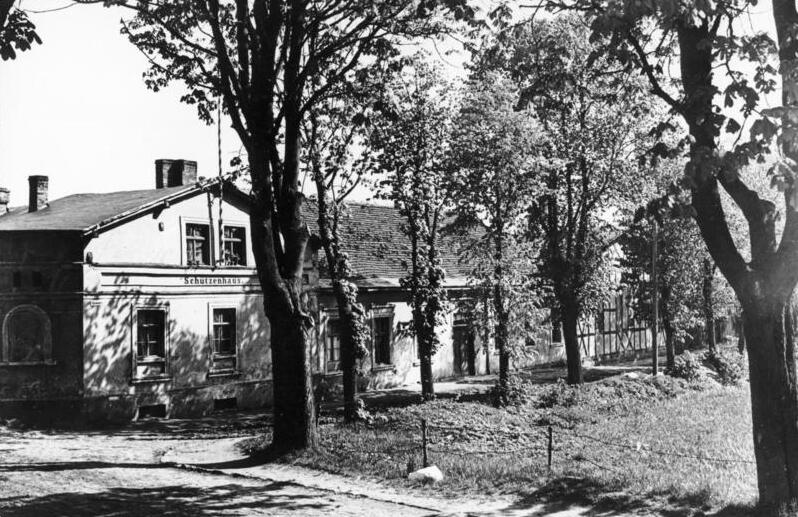
Das Schützenhaus in Pasewalk

Das Schützenhaus oder auch Adolf-Hitler-Weihestätte in Pasewalk war ein Hotel und Restaurant mit Tanzsaal, das im Ersten Weltkrieg mit anderen Gebäuden als Reserve-Lazarett genutzt wurde. Es wurde 1937 zu einer „Weihestätte“ umgebaut und 1945 abgebrochen.

## Geschichte

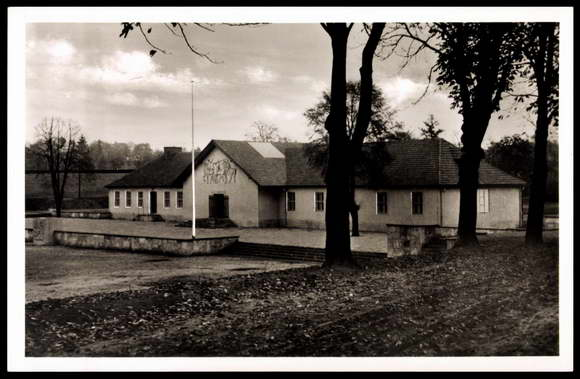
Adolf-Hitler-Weihestätte in Pasewalk 1937

Das Schützenhaus war eine ehemalige Ziegelei, vor den Toren der Stadt, die im September 1859 von Christian Darling, einem örtlichen Geschäftsmann und Unternehmer, gekauft wurde. Er baute es in ein Restaurant um, das in seinen Werbeprospekten als „attraktiv angelegte Gärten“ beschrieben wurde. Weitere Baumaßnahmen waren ein Hotel, ein Saal mit einer Bühne und für das lokale Schützenfest ein Schießstand, wodurch das Gebäude schließlich seinen Namen erhielt. Die Gastwirtschaft erhielt als eines der ersten Gebäude am Ort einen Telefonanschluss (Tel.-Nr. 363), wodurch man Buchungen entgegennehmen konnte.

### Reserve-Lazarett Pasewalk
Aufgrund der Abgelegenheit von Pasewalk bei gleichzeitig guten Eisenbahnverbindungen wählten die Militärbehörden 1914 die Stadt Pasewalk als Standort eines Reserve-Lazarettes aus. Sie beschlagnahmten zu diesem Zweck sieben Grundstücke, darunter eine Schule, einige große Privathäuser und das Schützenhaus. Das Restaurant, die Büros, der Schießstand und der Musiksaal wurden mit Betten für rund dreißig Patienten ausgestattet, die von fünfzehn Ärzten, Krankenschwestern und Pflegern unter der Leitung von Wilhelm Schroeder betreut wurden.

### Hitler in Pasewalk
Im Oktober 1918 wurde Adolf Hitler dort für 28 Tage eingeliefert, wo er auch das Kriegsende erlebte. Es war für ihn der zweite Lazarettaufenthalt nach dem in Beelitz-Heilstätten, wo er vom 9. Oktober bis 4. Dezember 1916 wegen einer Beinverletzung behandelt wurde. Er hatte gegen Ende des Ersten Weltkriegs eine leichte Senfgasvergiftung erlitten und war vorübergehend erblindet. Zunächst wurde er von Karl Kroner behandelt, der aber keinen physischen Schaden diagnostizieren konnte. Danach sei Hitler von dem Psychiater Edmund Forster untersucht worden, der ihm die Diagnose „Hysterie“ gestellt habe. Es wurde oft darüber spekuliert, ob dieser ihn mit Hypnose behandelt habe. Es konnte allerdings aufgrund der dürftigen Aktenlage nie belegt werden. Hitler beschreibt die Ereignisse und seinen Entschluss Politiker zu werden so:

„Am 10. November kam der Pastor in das Lazarett zu einer kleinen Ansprache; nun erfuhren wir alles. Ich war, auf das äußerste erregt, auch bei der kurzen  Rede anwesend. Der alte, würdige Herr schien sehr zu zittern, als er uns mitteilte, daß das Haus Hohenzollern nun die deutsche Kaiserkrone nicht mehr tragen dürfe, daß das Vaterland „Republik“ geworden sei, […] Was folgte, waren entsetzliche Tage und noch bösere Nächte – ich wußte, daß alles verloren war. Auf die Gnade des Feindes zu hoffen, konnten höchstens Narren fertigbringen oder – Lügner und Verbrecher. In diesen Nächten wuchs mir der Haß, der Haß gegen die Urheber dieser Tat. In den Tagen darauf wurde mir auch mein Schicksal bewußt. Ich mußte nun lachen bei dem Gedanken an meine eigene Zukunft, die mir vor kurzer Zeit noch so bittere Sorgen bereitet hatte. […] Mit dem Juden gibt es kein Paktieren, sondern nur das harte Entweder-Oder. Ich aber beschloß, Politiker zu werden.“

### Adolf-Hitler-Weihestätte zu Pasewalk
Das Gebäude wurde im Dritten Reich, wie auch andere Orte, die mit Hitlers Werdegang in Verbindung gebracht wurden, wie etwa die Justizvollzugsanstalt Landsberg, eine Pilgerstätte. Im Juni 1934 ließ Hitler über seinen Gauleiter und Oberpräsident der Provinz Pommern Franz Schwede-Coburg das Gelände in eine Kultstätte umbauen. Eigens dafür wurde die „Nationalsozialistische Hausgenossenschaft Pommern GmbH“ gegründet, die das Gelände Ende 1934 käuflich erwarb. Das alte Gebäude wurde dem Erdboden gleichgemacht. Es entstand daraufhin ein einstöckiges Gebäude mit zwei Flügeln und einem sattelgegiebelten Mittelbau, mit Weihehalle und einem weiträumigen Aufmarsch- und Versammlungsplatz. Am 21. Oktober 1937 wurde die Weihestätte der Öffentlichkeit übergeben. Hitler selbst war dabei nicht zugegen, sondern der Akt wurde von seinem Stellvertreter Rudolf Heß durchgeführt. Im Giebel war ein Mosaik mit einer allegorischen Darstellung von Ritter, Tod und Teufel angebracht mit einem Gedicht aus Huttens letzte Tage von Conrad Ferdinand Meyer:
Dem garst’gen Paar, davor den Memmen graut,

Hab immerdar ich fest ins Aug’ geschaut.

Mit diesen beiden starken Knappen reit’

ich auf des Lebens Straßen allezeit,

bis ich den einen zwing mit tapferm Sinn

Und von dem andern selbst bezwungen bin.

Des Weiteren wurde eine Ehrenhalle mit weiteren Mosaiken eingerichtet. In einem anderen Raum stand auf hohem Podest eine Hitler-Büste, die immer elektrisch angestrahlt wurde. Darüber das Epitaph: 

„Ich aber beschloss Politiker zu werden“

 Im ganzen Haus waren weitere Stätten mit Fahnen für sakrale Momente etabliert. Hitler selbst hat diese Stätte niemals besucht.

### Nachkriegszeit
Das Gebäude wurde gemäß dem Potsdamer Abkommen abgerissen. Das neue Veranstaltungslokal für Pasewalk wurde das Offizierskasino (Pasewalk), die sogenannte „Bambusritze“. Das Gelände des ehemaligen Schützenhauses ist heute ein verwahrloster Sportplatz. Nebenan wurde das Schwimmbad Lindenbad gebaut. Dort steht eine zweihundertjährige Linde, von der die Legende erzählt, dass unter ihr Hitler den Plan gefasst hätte, Politiker zu werden.

### Bildgalerie

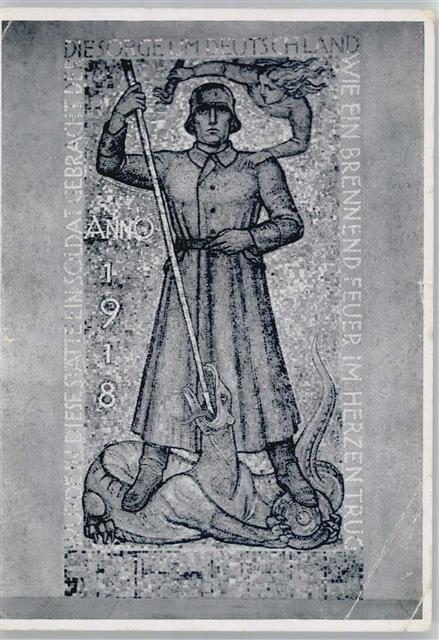
Nach einem Entwurf von Georg Gruber. Der kriegsverwundete Hitler als Erzengel Michael. Die umlaufende Botschaft lautet: Es wurde in dieser Stätte ein Soldat gebracht, der die Sorge um Deutschland wie ein brennend Feuer im Herzen trug.
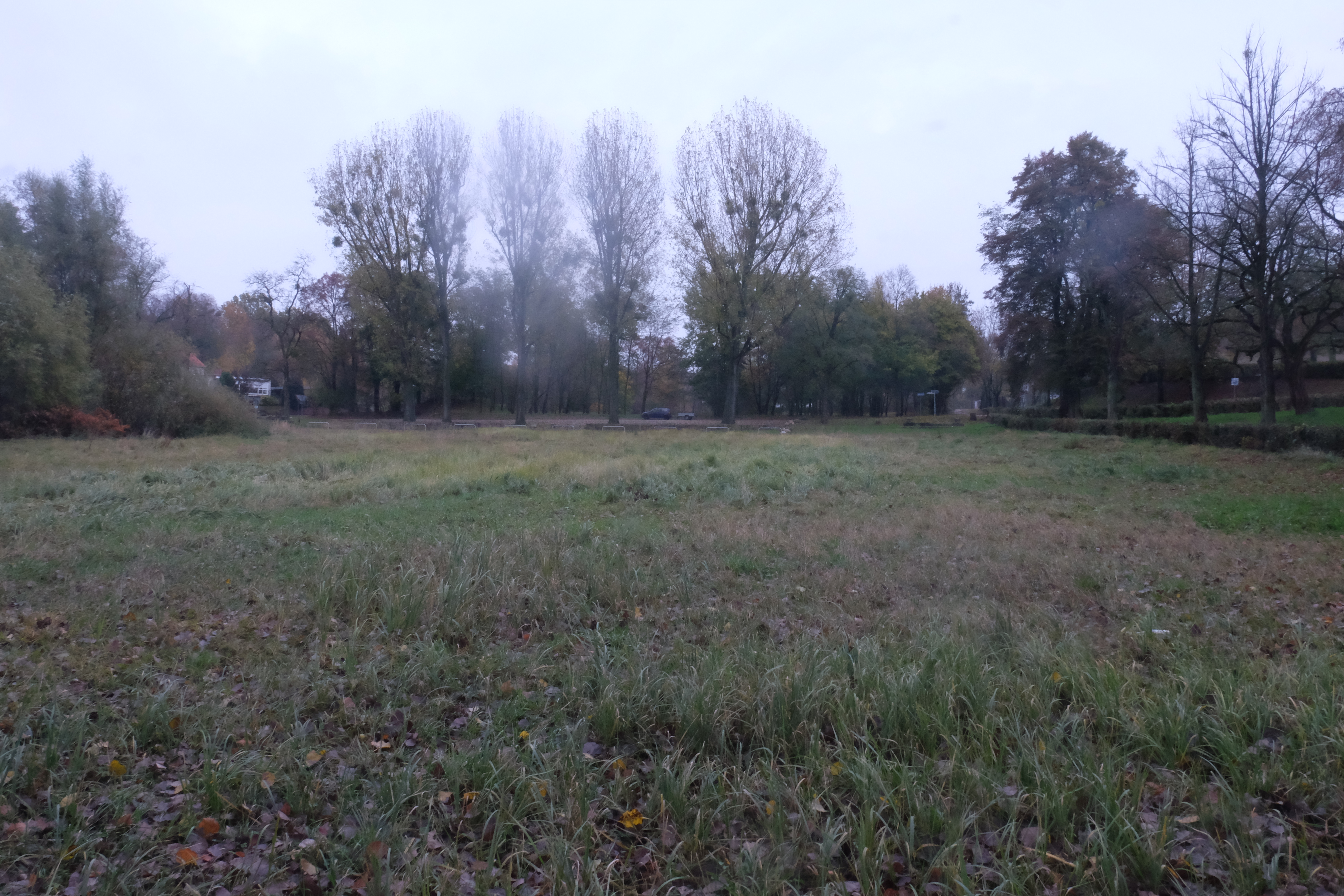
Das Gelände heute
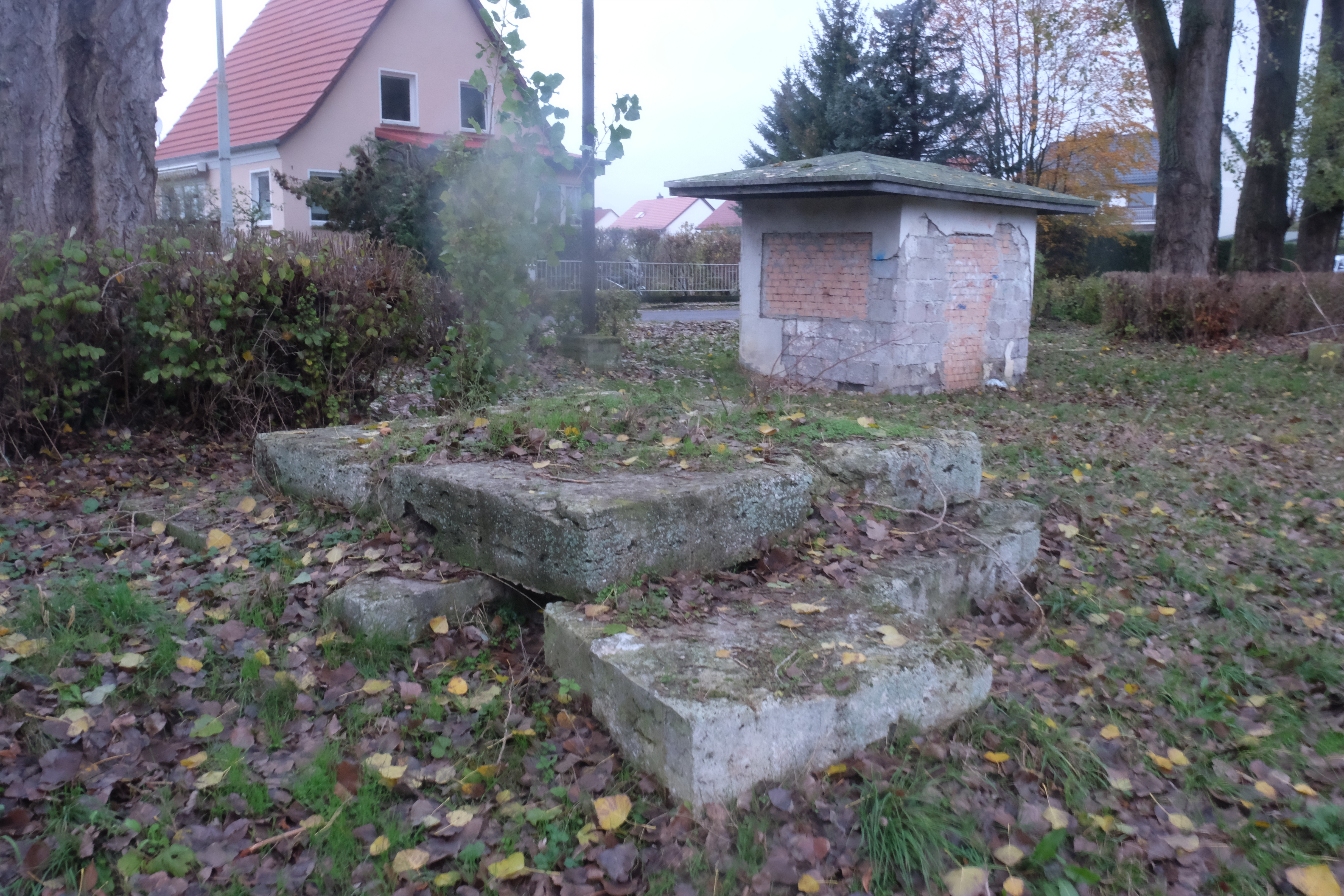
Reste der Muschelkalkquader
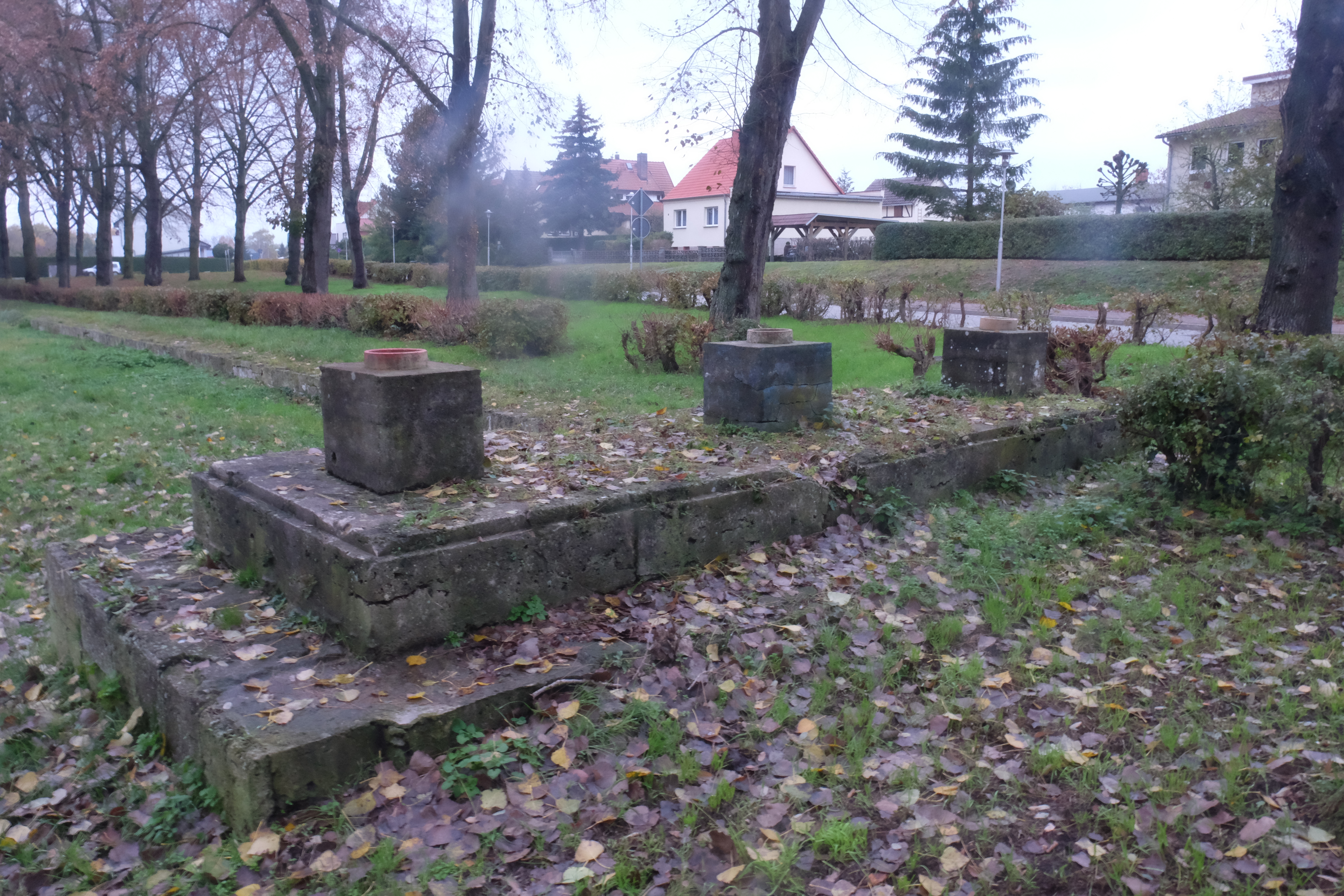
Reste des umgebauten Sportplatzes
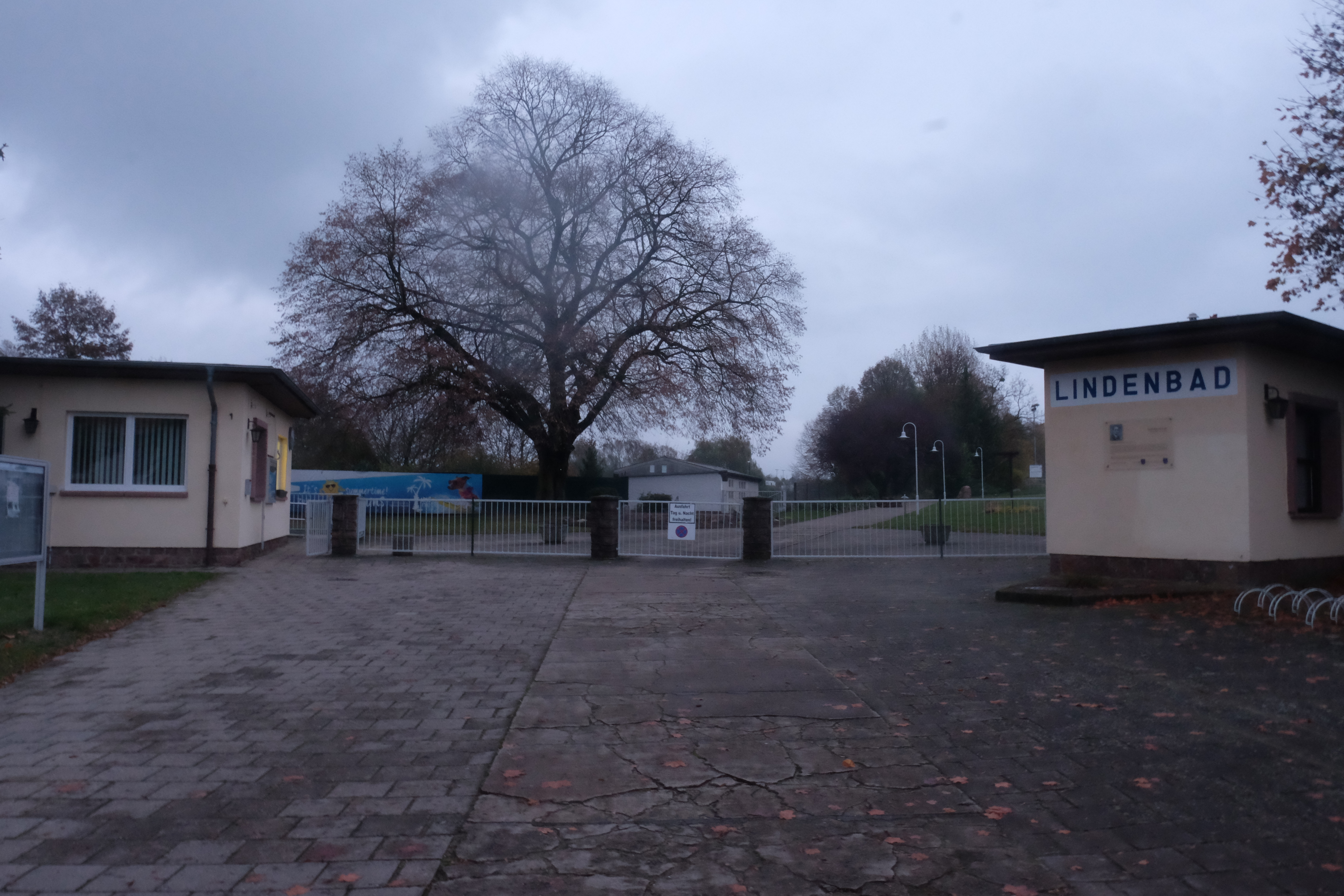
Das Lindenbad mit der „Hitler-Linde“